# Ангара (интерконнект)
Ангара — высокоскоростная отказоустойчивая коммутируемая компьютерная сеть, используемая в высокопроизводительных вычислениях с большой пропускной способностью и низкой задержкой приёма/передачи пакетов. Используется в высокопроизводительных коммутаторах и для прямого соединения суперкомпьютерных вычислительных узлов. Контроллеры Ангара (host bus adapter) и сетевые коммутаторы спроектированы и производятся в НИЦЭВТ, входящей в холдинг «Росэлектроника».
В качестве коммуникационной сети кластеров Ангара конкурирует со стандартами Ethernet и InfiniBand, а также проприетарными технологиями, например, компаний Cray и IBM. Производительность: 75 Гбит/c (7,5 ГБ/c).

## Описание
Высокоскоростная отказоустойчивая коммуникационная сеть Ангара (серия ЕС843Х) имеет топологию «многомерный тор» и создана на базе российской СБИС. Сеть Ангара совместима с коммерчески доступными вычислительными платформами на базе процессоров с архитектурами х86, ARM и Эльбрус, а также с аппаратными ускорителями на основе GPU и FPGA.
Высокопроизводительная вычислительная платформа Ангара — базовый элемент для построения энергоэффективных масштабируемых вычислительных кластеров и суперкомпьютеров с высокой плотностью компоновки. Платформы серии ЕС1740.000х разработаны и серийно выпускаются на производственных мощностях АО «НИЦЭВТ». Технические и технологические решения, использованные при разработке платформы, обеспечивают высокую реальную производительность, надежность и отказоустойчивость вычислительной системы.
Ключевые особенности сети Ангара:
- Топология сети: 1D—4D-тор
- Адаптер на базе СБИС
- До 8 каналов связи с соседними узлами
- Прямой доступ в память удаленного узла (RDMA)
- Поддержка многоядерности
- Адаптивная передача пакетов
- Задержка на MPI ping-pong: 0,85/1,54 мкс (x86/Эльбрус-8С)
- Задержка на хоп: 130 нс
- Масштабирование: до 32 тысяч узлов
- Энергопотребление: до 20 Вт
- Различные физические среды передачи данных

Варианты исполнения:
1. Высокопроизводительное решение на базе FHFL-адаптера и Samtec HDLSP кабеля
2. Универсальное решение на базе 24-портового коммутатора, low-profile адаптера и CXP кабеля
3. Заказное решение на базе объединительной платы и оптических кабелей

Характеристики СБИС ЕС8430:
- Техпроцесс TSMC 65 нм GP
- Размер кристалла 13×10,5 мм
- Кол-во транзисторов 180 млн
- Частота 500 МГц
- TDP 36 Вт
- Интерфейсы:
  - GEN II PCI-E x16 (5,0 Гб/с на линию, 80 Гб/с на один коннект)
  - Links x8 (1-12 линий/соединение 3,125—6,25 Гб/с на линию, макс. 75 Гб/с на соединение в каждом направлении, всего макс. 600 Гб/с)
  - DDR3 SDRAM 8,5 ГБ/с (72 бит, 1066 MT/с)
- Электропитание:
  - SerDes 1,0 В ± 5 %
  - Core 1,0 В ± 5 %
  - I/O 2,5 В ± 10 %
- Температурный диапазон 0—70 °C
- Корпус FCBGA-1521 размером 40×40 мм

## Топология и соединения
Поддерживаемые топологии: кольцо, 2D, 3D, 4D-top (решётка).
Применяются сетевые PCI-E 2.0 адаптер EC8430, ЕС8431, EC8432 и коммутаторы EC8433 c портами CXP, а также кабеля типа Samtec для физического соединения.

## Производительность
Ангара ЕС8430, EC8431, EC8432
- соединение: 75 Гбит/c (7,5 ГБ/c)[4]
- агрегатная: 1,2 Тбит/c (120 ГБ/c)[4]

## История
Первое поколение «Ангары» выпущено в 2016 году, когда «Объединенная приборостроительная корпорация», входящая в состав «Ростеха», разработала сетевой адаптер, предназначенный для соединения вычислительных кластеров. Адаптер представлял собой плату с интерфейсом PCI Express х16, оснащённую сверхбольшой интегральной схемой (СБИС).
В 2018 году «Росэлектроника» представила второе поколение сети, в котором скорость передачи данных между подключенными компьютерами выросла в три раза по сравнению с первым поколением.

## Применение
Объединённый институт высоких температур РАН:
- Суперкомпьютер «Десмос» из 32 гибридных (CPU + GPU) вычислительных узлов. Сеть Ангара в конфигурации 4D-тор 4х2х2х2. Общая производительность суперкомпьютера — 52,24 Тфлоп/с[7]
- Суперкомпьютер «Фишер»[8] из 24 вычислительных узлов. Узлы объединены коммуникационной сетью «Ангара» в коммутаторном исполнении. Пиковая производительность составляет 13,5 Тфлоп/с[9]

Научно-исследовательский центр электронной вычислительной техники:
- Кластер «Ангара-К1» из 36 вычислительных узлов, которые объединены сетью Ангара с топологией 3D-тор 4×3×3. Пиковая производительность кластера — 6,998 Тфлоп/с[11]

Омский НИИ приборостроения и компания Промобит (BITBLAZE):
- Системы хранения данных на процессорах Эльбрус с использованием сети Ангара[12]